# Andrey Valeryevich Kartapolov
Andrey Valeryevich Kartapolov (tiếng Nga: Андрей Валериевич Картаполов; sinh 1963) là một chính trị gia người Nga, hiện giữ chức Chủ tịch Ủy ban Quốc phòng của Duma Quốc gia.
Ông cũng từng là sĩ quan cao cấp của Lực lượng Vũ trang Liên bang Nga, nguyên Thứ trưởng Bộ Quốc phòng, nguyên Tổng cục trưởng Tổng cục Chính trị quân sự các Lực lượng vũ trang Liên bang Nga, hàm Thượng tướng (được thăng năm 2015).